# Vlaggenstaat

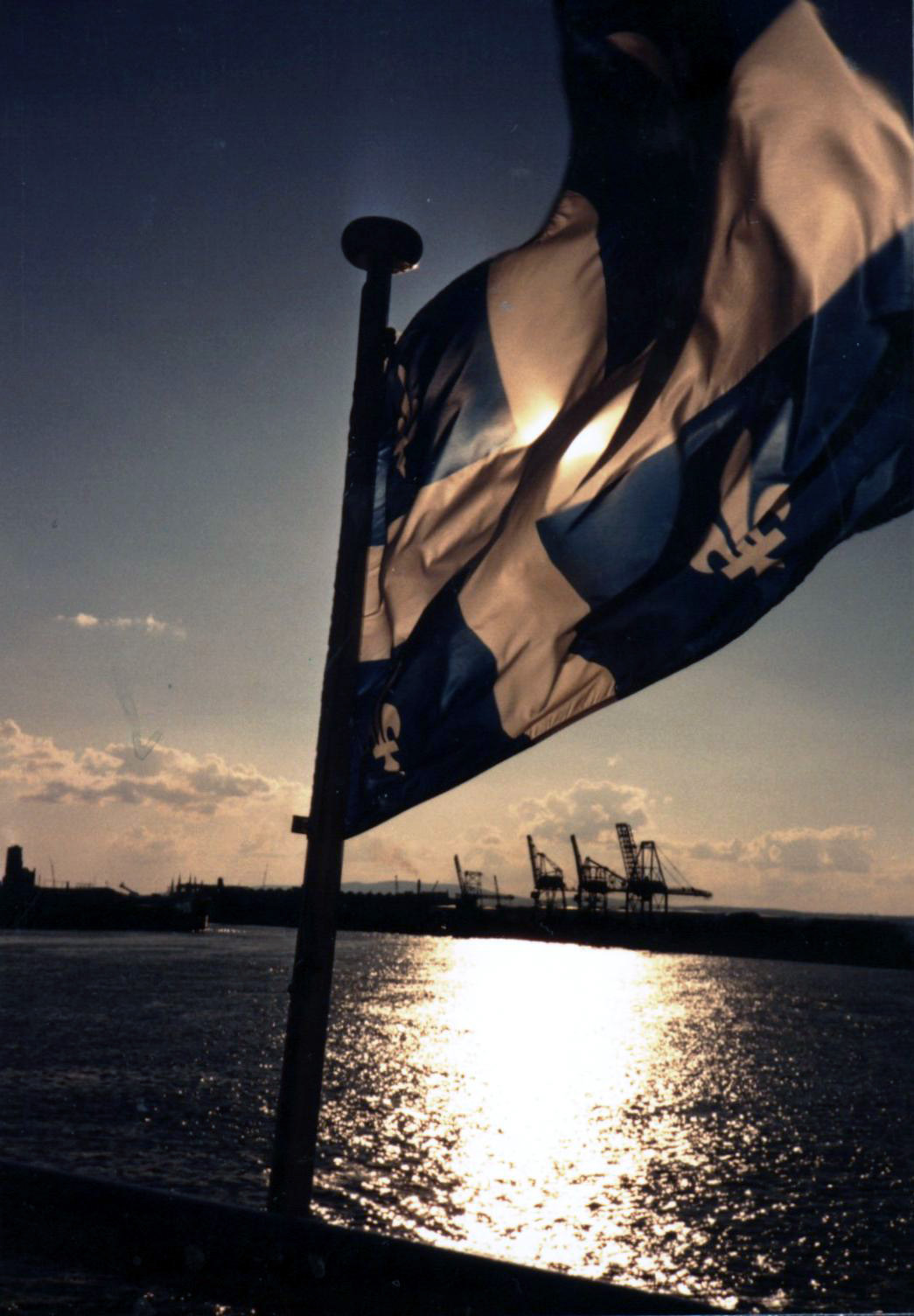
Scheepsvlag

Een vlaggenstaat is het land waarin een schip geregistreerd is en waarvan het daarom de handelsvlag voert. Deze staat hoeft geen soevereine staat te zijn in de zin dat deze internationale betrekkingen aan kan knopen met andere landen volgens het Montevideo-verdrag. Het recht om schepen te registreren is vastgelegd in artikel 91 van het VN-zeerechtverdrag. Dit gecodificeerde gewoonterecht is echter veel ouder dan dit verdrag. Zo hebben de Verenigde Staten dit verdrag getekend, maar hoewel het nog niet is geratificeerd, kunnen schepen wel de vlag van de Verenigde Staten voeren.
Door zich te registreren in een bepaald land is het betreffende schip verplicht zich te houden aan de nationale wetgevingen van dat land. Vaak zijn deze wetten echter overgenomen uit internationale overeenkomsten en wordt daarmee het internationale zeerecht gevolgd.
Elke staat die schepen onder zijn vlag heeft varen, moet volgens artikel 94 van het VN-zeerechtverdrag toezien op de naleving van zijn wetten in verband met milieu, veiligheid en beveiliging. Van belang hierbij is de wil en de mogelijkheden om de handhaving uit te voeren. Indien het schip voldoet aan deze eisen, krijgt het voor elk onderdeel een scheepvaartcertificaat. De inspecties aan boord worden door de vlaggenstaat vaak uitbesteed aan erkende classificatiemaatschappijen.

## Relatie tot havenstaat
In het VN-zeerechtverdrag worden de rechten aangegeven van kuststaten in hun territoriale wateren, de aansluitende zone en de exclusieve economische zone. Het is echter vooral de vlaggenstaat die regelgeving invoert en toeziet op de naleving daarvan. Omdat verschillende staten verschillende wetgevingen hebben, veranderen veel schepen van vlaggenstaat naarmate ze ouder worden. Sommige rederijen proberen hun schepen te registreren in landen die de laagste belastingen heffen en een mild inspectiebeleid voeren. Op die manier kan de vlaggenstaat van een schip een indicatie zijn voor de kwaliteit van de exploitatie van het schip. Doordat niet alle goedkope vlaggen hun verantwoordelijkheden nakwamen met betrekking tot inspecties van schepen onder hun vlag, ging de kwaliteit daarvan in de jaren zestig en zeventig dusdanig omlaag dat andere staten zich hun mogelijkheden als havenstaat gingen gebruiken om schepen te inspecteren. In 1982 kwam het met de Paris Memorandum of Understanding (Paris MoU) die betrekking had op Europa en het Noord-Atlantische gebied tot de eerste havenstaatcontrole. In de jaren daarna volgden ook andere gebieden.

## Geschiedenis
Al vanaf de veertiende eeuw werd door schepen de vlag gevoerd van de stad of het land van herkomst. Vanaf de negentiende eeuw werden schepen werkelijk geregistreerd en was er sprake van een formele binding tussen schip en staat wat tot uiting in het voeren van de betreffende vlag. In 1958 werd dit internationaal vastgelegd in het Verdrag inzake de volle zee en vanaf 1982 in het VN-zeerechtverdrag.

## Soorten
Ten tijde van het Verdrag inzake de volle zee werden schepen vooral geregistreerd door de traditionele maritieme staten. Door de opkomst van de goedkope vlag ontstonden echter ook andere vormen. Tegenwoordig wordt wel onderscheid gemaakt tussen verschillende soorten vlaggenstaten:
- nationale vlaggenstaat;
- quasi-nationale vlaggenstaat;
- internationale vlaggenstaat;
- pseudo-nationale vlaggenstaat.